# Асаад, Саид Саиф
Саид Саиф Асаад (араб. اسعد سعد سيف‎), урождённый Ангел Попов (р.31 мая 1979) — катарский тяжелоатлет, призёр Олимпийских игр, чемпион мира.
Ангел Попов родился в 1979 году в Болгарии. В 1998—1999 годах представлял Болгарию на чемпионатах мира и Европы среди юниоров, где был замечен катарскими представителями, предложившими ему миллион долларов за смену имени и гражданства на катарское, чтобы в будущем представлять Катар на международной арене. Ангел Попов согласился, и, сменив имя и фамилию на «Саид Саиф Асаад», стал катарским подданным.
В 2000 году Саид Саиф Асаад стал обладателем бронзовой медали на Олимпийских играх в Сиднее. В 2002 году он стал чемпионом Азиатских игр, а в 2003 году завоевал золотую медаль чемпионата мира.